# Куртинское водохранилище
Курти́нское водохрани́лище или Курты (каз. Күрті) — водохранилище на реке Курты в Алматинской области Казахстана. Принято в эксплуатацию в 1967 году. Используется для орошения.
Куртинское водохранилище располагается к югу от села Курты на высоте 552 м над уровнем моря в верхнем течении реки Курты на границе Жамбылского и Илийского районов.
Нормальный подпорный уровень (НПУ) — 558,4 м над уровнем моря. Уровень мёртвого объёма (УМО) — 531 м над уровнем моря. Площадь водной поверхности: при НПУ — 8,3 км², при УМО — 1,3 км². Объём запасаемой воды: полный — 120 млн м³, полезный — 114,8 млн м³.